# Luca Bueno
Luca Soares Galvão Bueno, mais conhecido como Luca Bueno (Londrina, 1 de março de 2001), é um diretor, produtor e roteirista brasileiro. Ele é reconhecido por dirigir curtas-metragens premiados e por seu trabalho em diversos projetos de cinema independente.

## Vida pessoal
Luca Bueno nasceu em 1º de março de 2001, em Londrina, Paraná. É filho do locutor esportivo brasileiro Galvão Bueno e de Desirée Soares.  Ele passou a infância em Mônaco antes de se mudar para os Estados Unidos. Enquanto crescia, ele desenvolveu uma paixão pela produção cinematográfica, o que o levou a criar curtas-metragens ainda jovem. 
É irmão dos pilotos Popó Bueno e Cacá Bueno, sendo que este último é pentacampeão da Stock Car Brasil.

## Carreira
Luca Bueno desenvolveu interesse em cinema ainda jovem, criando curtas-metragens com amigos antes de migrar para a produção cinematográfica profissional. Com apenas 15 anos, ele se tornou um dos mais jovens integrantes da equipe de filmagem creditada no cinema brasileiro ao trabalhar como estagiário de direção em O Vendedor de Sonhos (2016), filme baseado no romance best-seller de Augusto Cury . O filme foi posteriormente distribuído pela Netflix, marcando a entrada inicial de Bueno na indústria.. 
Após essa experiência, ele expandiu sua carreira como escritor, diretor e produtor, trabalhando em vários projetos independentes, nos quais assumiu tanto a direção criativa quanto a distribuição. Seus créditos de direção incluem Bodies (2024) , Skyward (2025) e Luna (2022), lhe rendendo vários prêmios de festivais e reconhecimento por suas realizações como diretor, incluindo o Gold Telly Award de Melhor Direção, com Luna estreando no TCL Chinese Theatre como parte do Beverly Hills Film Festival, e uma indicação de Melhor Curta-Metragem em vários festivais internacionais. 
Além de dirigir, Bueno trabalhou como escritor e produtor para vários projetos independentes. Seu trabalho é conhecido por sua narrativa atmosférica, por suas histórias profundas e forte estilo visual. Bueno possui um bacharelado em Produção de Cinema e um mestrado em Direção pela Loyola Marymount University.